# Sint-Corneliuskerk (Lindelhoeven)

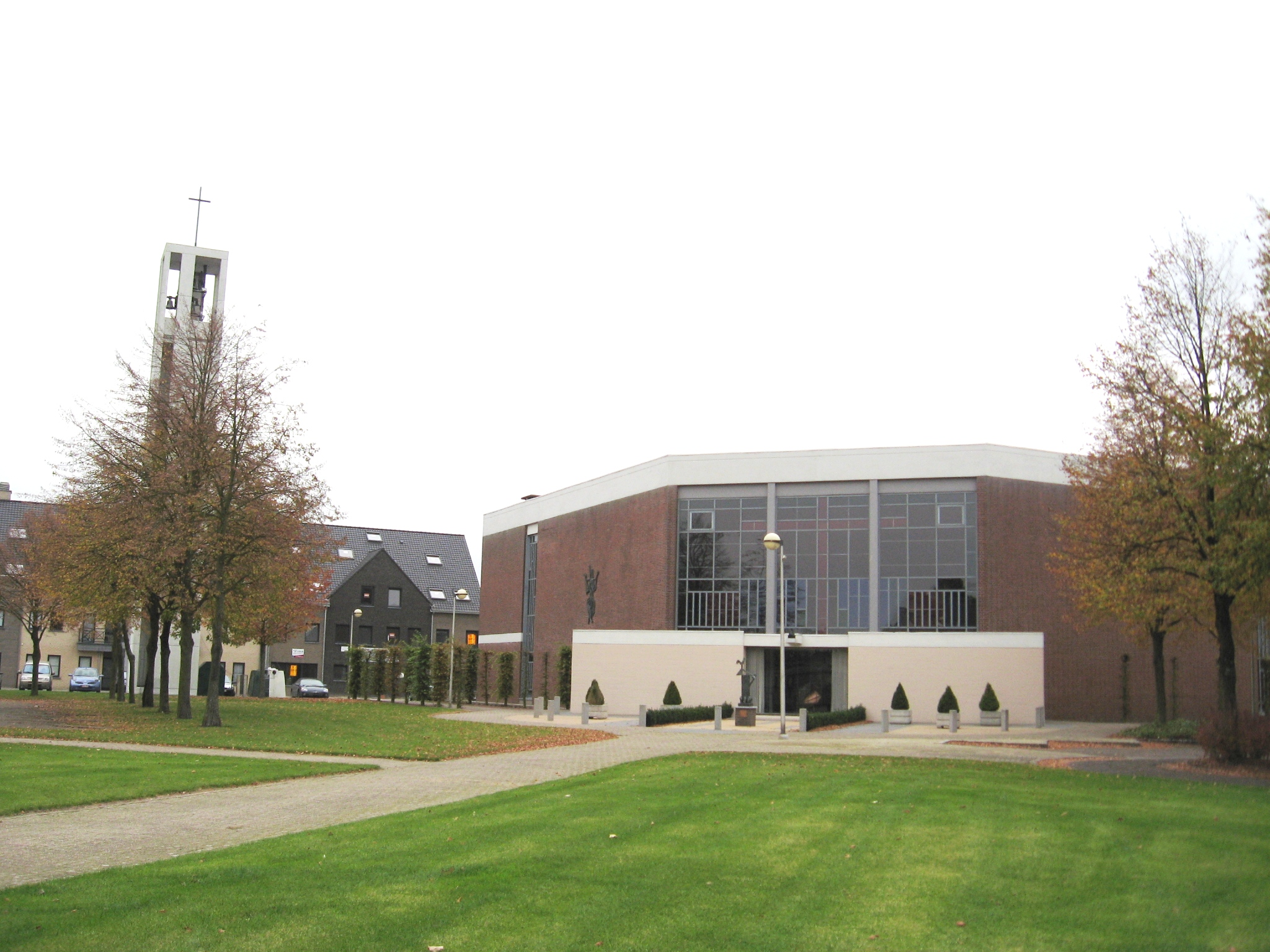
Sint-Corneliuskerk

De Sint-Corneliuskerk is de parochiekerk van Lindelhoeven in de Belgische gemeente Overpelt. Ze bevindt zich aan de Parkstraat in de buurtschap Lindel.

## Geschiedenis
Vermoedelijk werd in de 8e eeuw, mogelijk door Willibrordus, op deze plaats een kapel gesticht, het eerste bedehuis in het gebied Overpelt. In 726 werd deze, aan de Heilige Quintinus gewijde, kapel, samen met het het omliggende gebied, aan de Abdij van Echternach geschonken. De kapel werd Sint-Kwintenskapel of Lindelkapel genoemd. Later werd ze aan Onze-Lieve-Vrouw van Smarten gewijd. Ook werd de kapel diverse malen verbouwd, onder meer in 1681 en 1836. Toen Lindel een parochie werd, fungeerde de kapel als noodkerk. Het bakstenen gebouw werd echter in 1905 gesloopt, en vervangen door een neogotische zaalkerk, ontworpen door E. Collès. Deze kerk werd op haar beurt gesloopt in 1968, en vervangen door een kerk in modernistische stijl, ontworpen door Adolf Nivelle.
In 1902 werd de parochie Lindelhoeven gesticht, waarbij Lindel en Hoeven werden samengevoegd, aangezien voor Hoeven geen priester ter beschikking werd gesteld.

## Gebouw en meubilair
Het huidige bouwwerk is een rechthoekig bakstenen zaalkerk, met witgeschilderde, betonnen afdekking. Voor de kerk bevindt zich een witgeschilderde, losstaande, betonnen klokkentoren.
In de kerk bevinden zich enkele voorwerpen uit de vroegere kerken, zoals een terracotta-beeld van de Heilige Eligius uit ongeveer 1700, en enkele 19e-eeuwse beelden, waaronder een gipsen Corneliusbeeld uit het midden van de 19e eeuw.
Ook voor de nieuwe kerk werden kunstwerken vervaardigd, waaronder een gepolychromeerd triomfkruis, tabernakel, doopvont en terracotta kruiswegstaties. Ook werden er kleurige glas-in-loodramen aangebracht voorzien van geometrische motieven.